# Hugo Borchardt
Hugo Borchardt (ur. 6 czerwca 1844 w Magdeburgu, zm. 8 maja 1924 w Berlinie-Charlottenburgu) – niemiecki inżynier, konstruktor broni palnej. Skonstruował pistolet Borchardt C93 i karabin Sharps-Borchardt model 1878.

## Życiorys

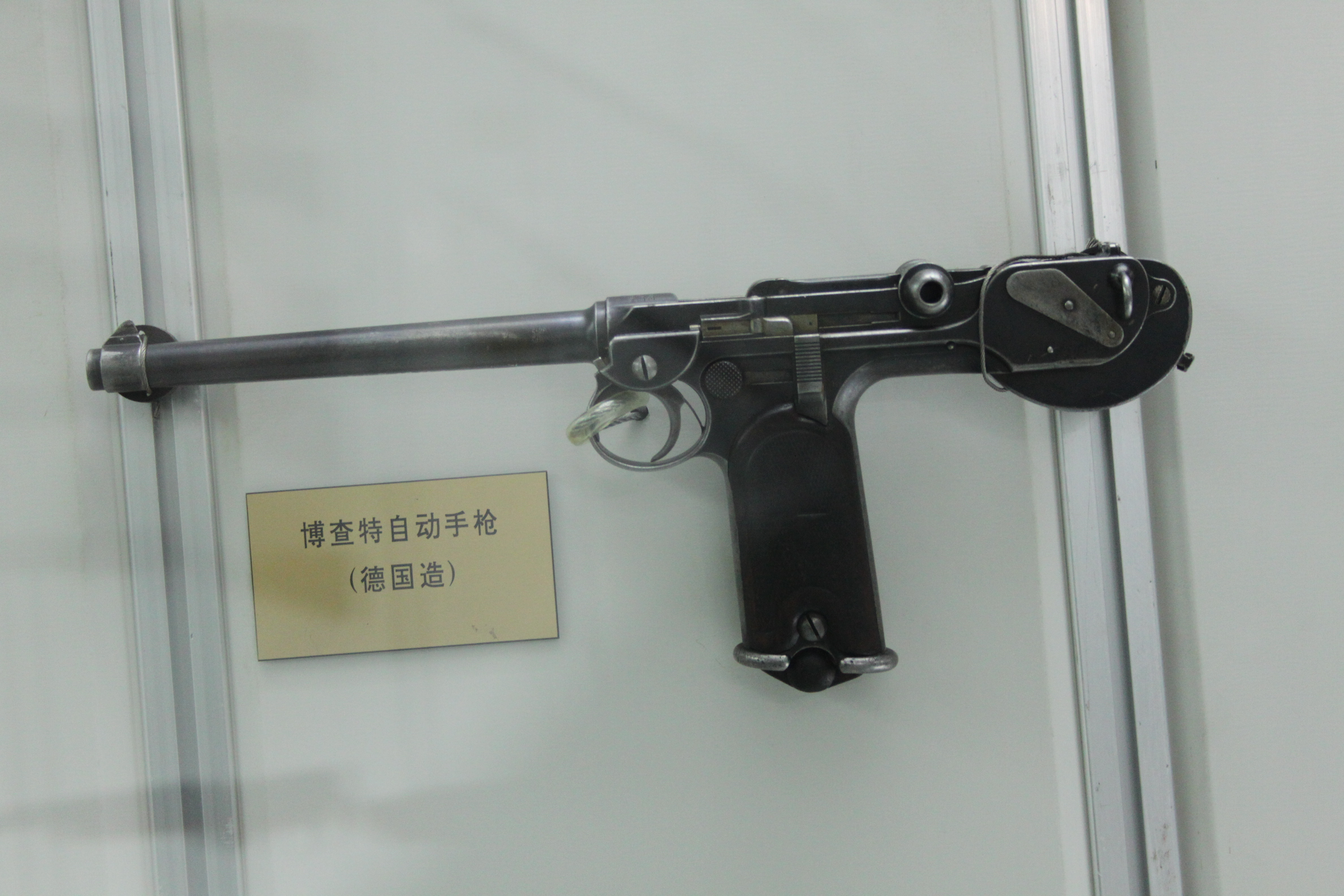
Pistolet Borchardt C93 konstrukcji Hugo Borchardta

W 1860 wyemigrował do USA. Od 1872 był kontrolerem w dziale produkcji w Pioneer Breech-Loading Arms Co. (w Trenton w stanie Massachusetts). W 1874 został brygadzistą w Singer Sewing Machine Co., następnie był zatrudniony w firmie Colt’s Patent Arms Manufacturing Co., później przeniósł się do Winchester Arms Co., następnie od 1 czerwca 1876. był kierownikiem działu w Sharps Rifle Manufacturing Co. w Bridgeport w stanie Connecticut, a po upadłości Sharps Rifle Co. w 1881, Borchardt wrócił do Europy i został pracownikiem w budapeszteńskiej fabryce broni Fegyver és Gépgyár Részvéntarsaság, gdzie od 1890 był dyrektorem naczelnym. W Budapeszcie poślubił Arankę Herczog. Jego powrót do Europy został przerwany przez krótki pobyt (1890–1892) w USA, gdzie pracował jako konsultant w firmie Remington Arms przy rozwoju karabinu Lee dla armii USA.
Opracował nabój Borchardta 7,65 × 25 mm, do którego potem opracował samopowtarzalny pistolet C93.
Opierał się on na patencie Hirama Maxima karabinu maszynowego z 1884 i mechanizmu dźwigniowo-kolanowego Winchestera. W 1893 Borchardt pracował jako główny inżynier w f. Ludwig Loewe & Co. w Berlinie, niemieckim producentem obrabiarek, w której podjęto seryjną produkcję C93.
Hugo Borchardt był również autorem patentów nie dotyczących broni palnej: opracował i opatentował pewną ilość urządzeń gospodarstwa domowego, wiertarkę do skał, formierz kołnierzyków do koszul, palnik do oświetlenia gazowego, łożyska kulkowe, napinacz drutu, urządzenia elektryczne.
Borchardt zmarł na zapalenie płuc w Berlinie-Charlottenburgu w 1924.

### Patenty Borhardta dot. broni palnej
- USA
  - 185721; 26 września 1876
  - 206217; 23 lipca 1878
  - 273448; 6 marca 1883
  - 571260; 1896
  - 987543; 21 marca 1911
- Niemcy 
  - 75837; 9 września 1893
  - 77748; 18 marca 1894
  - 91998; 10 października 1896
  - 227078; 27 lutego 1909
- Wielka Brytania 
  - 18774; 1 listopada 1893
  - 29622; 20 lutego 1909